# 唐家铺乡
唐家铺乡，是中华人民共和国湖南省常德市鼎城区下辖的一个乡镇级行政单位。

## 行政区划
唐家铺乡下辖以下地区：
古龙山村、金泉山村、金陵桥村、杉木坪村、白泥塘村、葛藤桥村、龙虎口村、河头冲村、八斗巷村、仙人塘村、东湖山村、杨旗嘴村、赵家庵村和联兴堰村。